# Огарок Валентин Іванович
Валентин Іванович Огарок (нар. 6 червня 1936, селище Первомайський, тепер Покровського району Донецької області) — радянський державний діяч, перший заступник голови Ради міністрів Узбецької РСР. Депутат Верховної ради Узбецької РСР. Депутат Верховної Ради СРСР 11-го скликання (1986—1989). Народний депутат СРСР (1989—1991). Кандидат економічних наук, професор Академії проблем безпеки, оборони та правопорядку.

## Життєпис
Народився в родині службовців.
У 1953—1958 роках — студент факультету механізації сільського господарства Мелітопольського інституту механізації сільського господарства Запорізької області, здобув спеціальність інженера-механіка.
У 1958—1962 роках — майстер заводу «Ремонтний» міста Мелітополя, технолог Мелітопольського заводу «Автозапчастина».
З листопада 1962 по червень 1963 року — асистент кафедри «опору матеріалів і деталі машин» Мелітопольського інституту механізації сільського господарства Запорізької області.
З 1963 року — на керівній господарській роботі. Член КПРС.
29 жовтня 1985 — 4 липня 1986 року — заступник голови Ради міністрів Узбецької РСР.
4 липня 1986 — 14 серпня 1989 року — 1-й заступник голови Ради міністрів Узбецької РСР.
У 1989—1990 роках — 1-й заступник голови планової та бюджетно-фінансової комісії Ради Союзу Верховної ради СРСР.
У 1990—1991 роках — заступник голови Державної планової комісії (Держплану) СРСР.
У 1991 році — голова Комітету сприяння малим підприємствам та підприємництву в СРСР.
З 1992 року — перший заступник співголови Фонду підтримки підприємництва Російської Федерації.
У 1993—1996 роках — президент компанії «Госинкор — малый бизнес» у Москві.
У 1996—1997 роках — начальник департаменту Міністерства у справах національностей Російської Федерації.
З 1997 року — старший радник комерційного банку «Мосбізнесбанк». З 1998 року — виконавчий директор Олійного союзу Росії.
Потім — на пенсії в місті Москві.

## Звання
- полковник

## Нагороди
- орден Трудового Червоного Прапора
- орден «Знак Пошани»
- орден КНДР
- медалі